# Varaize
Varaize ist eine französische Gemeinde mit 545 Einwohnern (Stand: 1. Januar 2022) im Département Charente-Maritime in der Region Nouvelle-Aquitaine (vor 2016: Poitou-Charentes); sie gehört zum Arrondissement Saint-Jean-d’Angély und zum Kanton Matha (bis 2015: Kanton Saint-Jean-d’Angély). Die Einwohner werden Varaiziens und Varaiziennes genannt.

## Geographie
Varaize liegt etwa 65 Kilometer ostsüdöstlich von La Rochelle in der Saintonge. Umgeben wird Varaize von den Nachbargemeinden Poursay-Garnaud im Norden und Nordwesten, Les Églises-d’Argenteuil im Norden, Saint-Pierre-de-Juillers im Osten und Nordosten, La Brousse im Osten, Aumagne im Süden, Sainte-Même im Süden und Südwesten, Fontenet im Westen und Südwesten sowie Saint-Julien-de-l’Escap im Westen.

## Bevölkerungsentwicklung
| Jahr                       | 1962 | 1968 | 1975 | 1982 | 1990 | 1999 | 2006 | 2017 |
| Einwohner                  | 733  | 770  | 646  | 644  | 594  | 563  | 578  | 560  |
| Quellen: Cassini und INSEE |      |      |      |      |      |      |      |      |

## Sehenswürdigkeiten
- Kirche Saint-Germain aus dem 11./12. Jahrhundert, seit 1908 als Monument historique klassifiziert

Siehe auch: Liste der Monuments historiques in Varaize

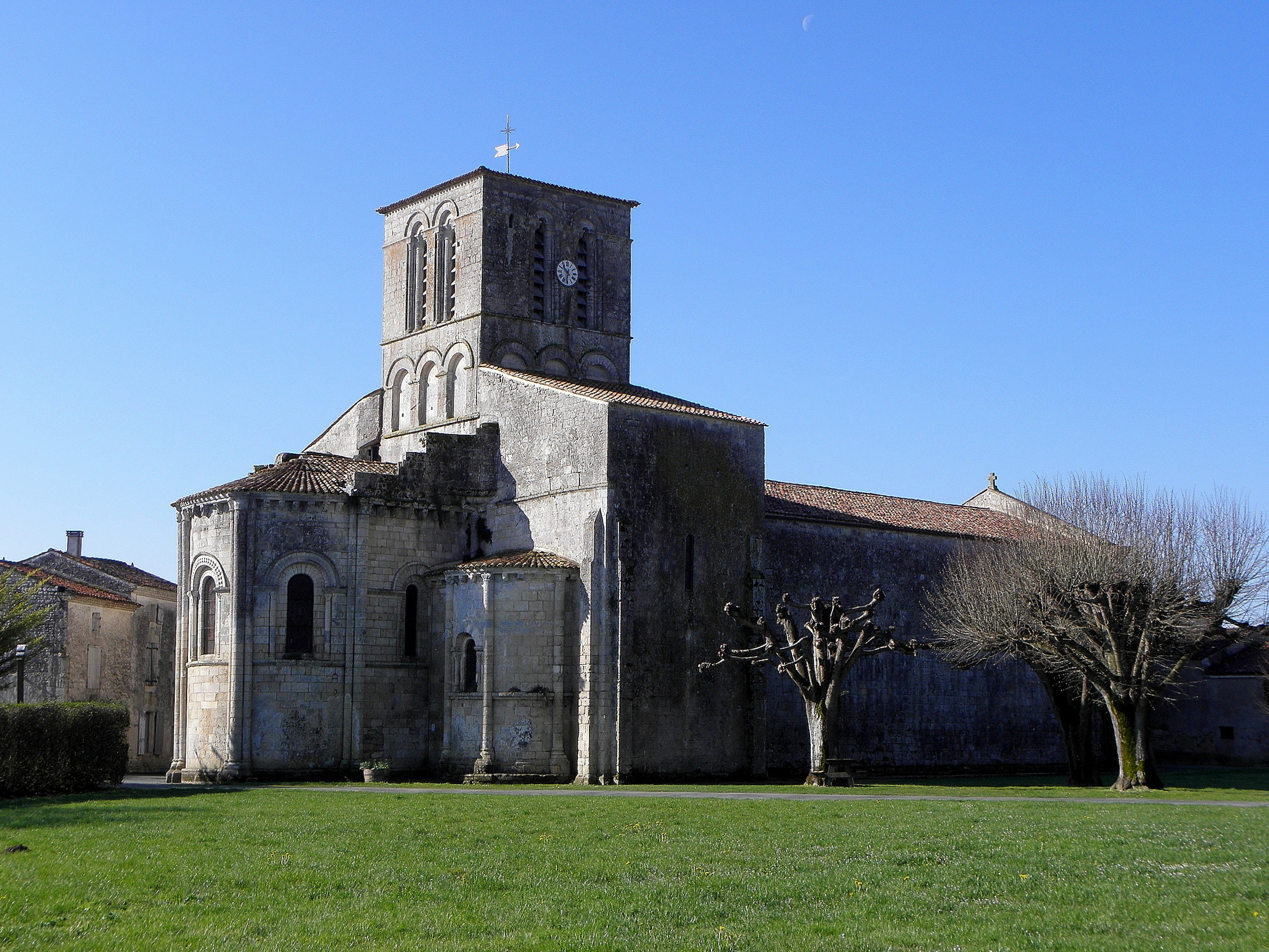
Kirche Saint-Germain